# Гранатовый браслет (фильм, 1915)
«Гранатовый браслет» (1915) — немая кинодрама Николая Маликова, экранизация одноимённой повести А. Куприна. Фильм вышел на экраны 1 ноября 1915 года. К настоящему времени не сохранился.

## Сюжет
1-й акт — Влюблённый телеграфист. 2-й акт — На именинном балу у княгини. 3-й акт — Письмо самоубийцы. 4-й акт — Под звуки сонаты Бетховена.
После смерти князя Мирза Булат-Тугановского остались на попечении его друга генерала Аносова две дочери, княжны Вера и Анна, и делающий карьеру сын Николай, прокурор. Аристократическая семья эта жила своей обособленной, немного кастовой жизнью, мало входя в общение с жителями большого южного города, и только выезды Веры и Анны на концерты, выставки и балы в Благородном собрании или посещения театра давали редкий случай простым смертным увидеть молодых княжен. И вот такой счастливый случай выпал на долю скромного чиновника контрольной палаты Желткова, который однажды встретил в цирке княжну Веру.
Эта встреча стала роковой для Желткова. С преданностью рыцаря, однажды на всю жизнь обрекшего себя беззаветной любви к своей прекрасной даме, Желтков ищет случая хоть издали повидать княжну Веру и в то же время посылает ей восторженные письма о своей любви, подписывая их инициалами. Эти нелепые по форме послания незнакомого человека — источник бесконечных шуток над княжной Верой. «Влюблённый телеграфист» — так прозвали неведомого обожателя — всегда на языке желчного брата-прокурора, когда нужно подразнить княжну Веру. И эта странная любовь тянется без перерыва семь лет. За это время Вера успела выйти замуж за князя Шеина: у неё собирается лучшее общество, она делает пышные приёмы. В день именин княгини, 17 сентября, к Шеиным на дачу приезжает много гостей. Весело и непринуждённо проходит вечер, на котором, между прочим, князь показал к всеобщему удовольствию свой альбом карикатур, в котором была изображена как раз злополучная любовь «телеграфиста Пе-Пе-Же».
Горничная вызывает княгиню из гостиной и передаёт ей вручённый посыльным свёрток, в котором изумлённая княгиня находит браслет и письмо: «Ваше Сиятельства, глубокоуважаемая Княгиня Вера Николаевна! Почтительно поздравляя вас со светлым и радостным днём Вашего Ангела, я осмелюсь препроводить Вам моё скромное верноподданническое подношение». «Ах, это — тот!» — с неудовольствием подумала Вера. Но, однако, дочитала письмо… «Я бы никогда не позволил себе преподнести Вам что-либо, выбранное мною лично: для этого у меня нет ни права, ни тонкого вкуса, и, признаюсь, ни денег. Впрочем, полагаю, что и на всём свете не найдётся сокровища, достойного украсить Вас. Но этот браслет принадлежал ещё моей прабабке, а последней по времени его носила моя покойная матушка.
Посередине, между большими камнями, Вы увидите один зелёный. Этот весьма редкий сорт граната — зелёный гранат. По старинному преданию, сохранившемуся в нашей семье, он имеет свойство сообщать дар предвидения носящим его женщинам и отгоняет от них тяжёлые мысли, мужчин же охраняет от насильственной смерти. Все качества с точностью перенесены сюда со старого серебряного браслета, и Вы можете быть уверены, что до Вас никто этого браслета не надевал. Вы можете сейчас же выбросить эту смешную игрушку, или подарить её кому-нибудь, но я буду счастлив и тем, что к ней прикасались Ваши руки. Умоляю Вас не гневаться на меня. Я краснею при воспоминании о моей дерзости семь лет назад, когда Вам, барышне, я осмеливался писать глупые и дикие письма и даже ожидать ответа на них.
Теперь во мне осталось только благоговение, вечное преклонение и рабская преданность. У умею только теперь ежеминутно желать Вам счастья и радоваться, если Вы счастливы. Я мысленно кланяюсь до земли мебели, на которой Вы сидите, паркету, по которому ходите, деревьям, которых Вы мимоходом трогаете, прислуге, с которой Вы говорите. У меня даже нет зависти ни к людям, ни к вещам. Ещё раз прошу прощения, что обеспокоил Вас длинным, ненужным письмом. Ваш до смерти и после смерти покорный слуга Г. С. Ж.»

## Критика
Критикой фильм был оценен неоднозначно. Рецензент «Живого экрана» писал, что «первая часть» «проходит вяло», однако затем картина «всё больше и больше приковывает внимание». Обозреватель журнала «Проектор» раскритиковал фильм: «Маликов не сумел ни использовать всего материала, ни дать сколько-нибудь яркой трактовки и тому, что сделано. Режиссёрские промахи чувствуются в пользовании цветами и бархатом, и в выборе мест для натурных съёмок» и завершил выводом, прямо противоположным словам первого рецензента: «картина смотрится без интереса». Однако вскоре в том же журнале было сообщено, что «картина прошла в Москве с успехом у публики».
И. Петровский в статье в журнале «Проектор» (1916) привёл фильм как одно из достижений русского кинематографа: «Зарождение нового типа кинопьес началось с того времени, как экран стал инсценировать художественные произведения литературы. <…> ряд прекрасных образов: „Тася“, „Сёстры Бронские“, „Мысль“, „Пиковая дама“, „Гранатовый браслет“, „Огонь“ — вот наиболее яркие примеры нового типа светотворчества».